# Światła września
Światła września (hiszp. Las luces de septiembre) – powieść dla młodzieży hiszpańskiego pisarza Carlosa Ruiza Zafóna będąca trzecią i ostatnią częścią cyklu Trylogia mgły (hiszp. La Trilogía de la Niebla). Książka miała światową premierę w Hiszpanii w 1995 roku, natomiast w Polsce ukazała się nakładem wydawnictwa Muza w listopadzie 2011 roku.

## Fabuła
Lazarus Jann jest projektantem i wykonawcą zabawek żyjącym w dużej willi w Cravenmoore, w której realizuje swoje projekty. Miał smutne dzieciństwo, gdyż mieszkał z matką z demencją, która zamykała go w ciemnym pokoju pozbawionym zabawek. Żyli w jednej z biednych dzielnic Paryża. Lazarus marzył o życiu. jakie wiódł bogaty przedsiębiorca, Daniel Hoffman, który miał fabrykę w sąsiedztwie i dawał dzieciom zabawki. Pewnego dnia matka zamknęła go w ciemnym pokoju i zapomniała o dziecku. Działo się to w chwili, gdy płonęła fabryka zabawek, a pożar niszczył całą okolicę. W ciemnym pokoju chłopcu ukazał się producent zabawek. Obiecał uczynić go swoim następcą w zamian za jego cień i wyrzeknięcie się miłości. Lazarus zgodził się na przedstawioną ofertę. Fabryka zabawek spłonęła i nie było żadnych wieści na temat producenta zabawek, którego uznano za zmarłego. Kilka lat później młody Lazarus pracuje jako przedsiębiorca i jest szczęśliwy. Zaręcza się z piękną dziewczyną i żeni się z nią. Po ślubie zaczynają nękać go problemy. Jego cień materializuje się i jako zabawka ściga go chcąc go zabić.
Wiele lat później, w roku 1936, do jego posiadłości przybywa nowa gospodyni, Simone Sauvelle, która po śmierci męża została praktycznie bez środków do życia. Kobieta przyjeżdża z dziećmi - córką Irene i synem Dorianem. W willi pracuje i mieszka również Hannah, młoda dziewczyna ze wsi, przez którą Irene poznaje Ismaela (kuzyna Hannah), który zostaje jej przyjacielem.
Pewnego dnia Ismael i Irene płyną łodzią do latarni morskiej, gdzie kiedyś w czasie burzliwej nocy zmarła młoda i piękna kobieta. Znajdują tam pamiętnik należący do Almy Maltisse. Kobieta opisała w nim, jak została zmuszona do ucieczki przez cień, który nawiedza ją i chce zabić. Alma płynie łodzią, by spotkać się z mężem, który aby ją ocalić i odciągnąć od niej prześladujący ją cień, schronił się w latarni morskiej. Irene i Ismael czytają znaleziony pamiętnik i zbliżają się do siebie. Na wyspie ma miejsce ich pierwszy pocałunek, który zwiastuje zmianę relacji między nimi - z przyjaciół stają się parą.
Kilka dni później Hannah budzi hałas dochodzący z pokoju, w którym nikt nie mieszka. Za oknem szaleje burza, więc dziewczyna postanawia sprawdzić co się dzieje w pomieszczeniu. Zastaje umeblowany i sprawiający wrażenie zamieszkanego pokój. Zauważa otwarte okno i podchodzi, by je zamknąć. Słyszy przerażające dźwięki i ucieka z rezydencji do lasu. Mimo ucieczki nadal towarzyszą jej przerażające dźwięki. Następnego dnia zostaje znaleziona martwa.
Po śmierci Hannah Ismael i Irene zaczynają analizować fakty i obserwować Lazarusa. Pewnego dnia znajdują piwnicę pełną dziwnych zabawek, w tym metalowego anioła, który jednej nocy ścigał ich aż do jaskini, w której schronili się przed nim i cudem uniknęli śmierci. gdy woda z przypływu zaczęła wypełniać grotę. W ten sposób odkrywają istnienie cienia, ponieważ podczas pościgu anioł rozbija się, a cień opuszcza uszkodzone części metalu i śmieje się z nich.
Simone i Lazarus zostają przyjaciółmi. Mężczyzna przerażony zachowaniem cienia, zamyką ją na noc w piwnicy, by nic jej się nie stało. Simone nie rozumie jego zachowania i jest przerażona. Wreszcie Lazarus opowiada swoją historię Simone. Kobieta dowiaduje się, że prześladujący go cień teraz ściga ją i jej rodzinę, bo zobaczył, że Lazarus ich lubi. Po rozmowie projektant zamyka się w pokoju, gdzie trzyma i konserwuje ciało swojej zmarłej żony, Almy. Walczy z cieniem, aż jego dom i fabryka zostają spalone. Ostatecznie Lazarus wygrywa z Danielem Hoffmanem, ponieważ został bogatym i potężnym producentem zabawek oraz poznał smak miłości. Mimo wysokiej ceny, jaką musiał za to zapłacić, nie był w stanie o niej zapomnieć. Na końcu umiera.

## Bohaterowie
- Lazarus Jann: mąż Alexandry Almy Maltisse, zaproponował pracę i zakwaterowanie rodzinie Sauvelle
- Irene: piętnastoletnia córka Simone Sauvelle i siostra Doriana
- Ismael: kuzyn Hannah i chłopak Irene
- Hannah: kuzynka Ismaela i przyjaciółka Irene, pracuje dla Lazarusa
- Simone: matka Irene i Doriana, zakochuje się w Lazarusie

## Wydania
Książka została wydana w listopadzie 2011 roku przez wydawnictwo Muza w wersjach z twardą i miękką okładką. Ponadto w grudniu 2011 roku powieść ukazała się w formie audiobooka, który czyta Piotr Fronczewski.